# タンク車

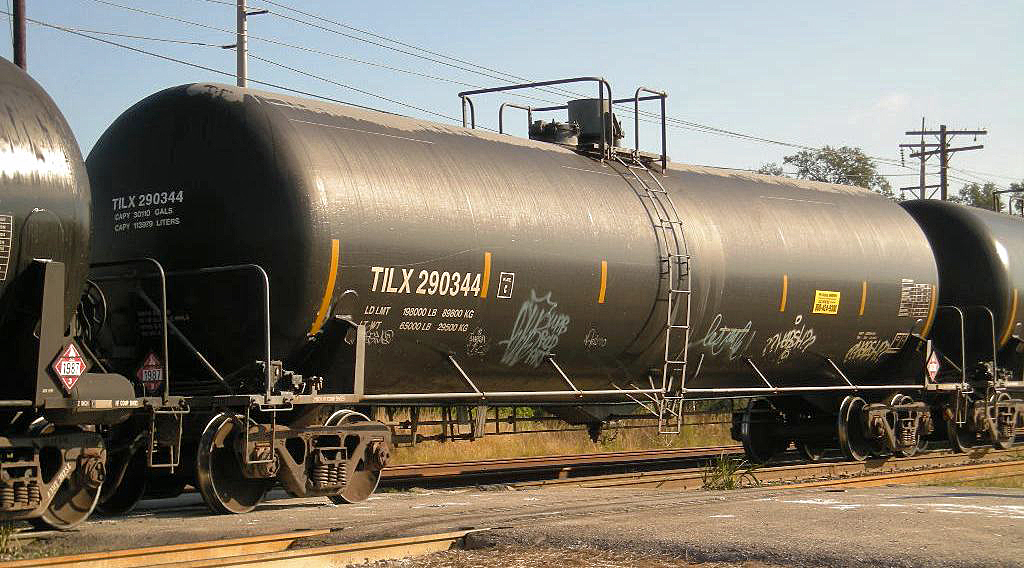
アメリカ合衆国のタンク車（DOT-111型）

タンク車（タンクしゃ、英語 Tanker）とは、タンク型の荷台を取りつけた貨車のことである。積荷は、ガソリンや灯油などの石油製品や各種化成品（化学物質）などの液体・気体や、セメントのような粉体が主である。日本国有鉄道における車種記号はタ（タンクのタから）が付される。

## 構造

### 構造一般

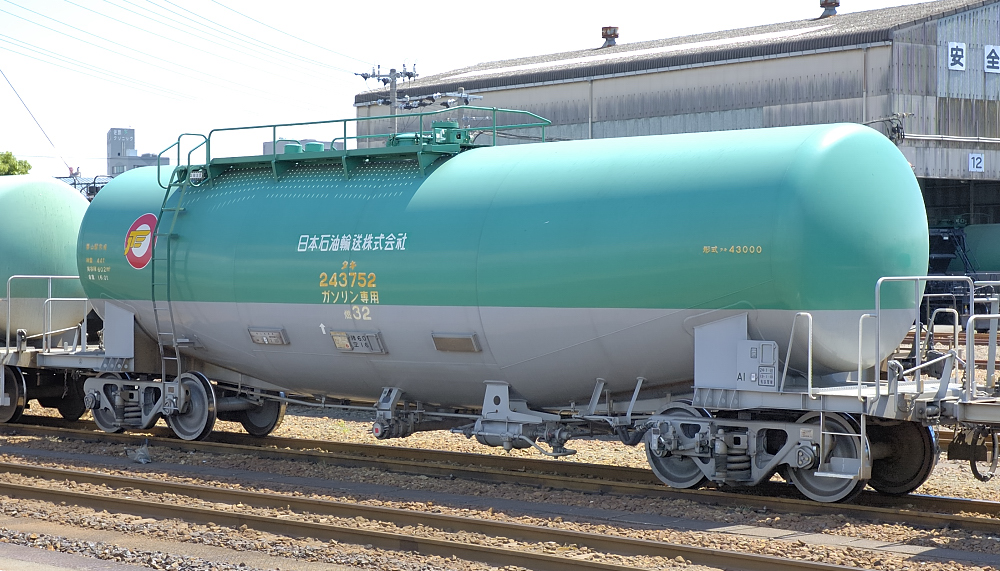
日本のタキ43000形貨車。このタンク車は台枠が省略されているタイプ。

鋼材を組み合わせた台枠上に、積載装置である円筒形のタンクを搭載する形態である。積荷である液体・気体・粉粒状物質は包装や梱包をせず、直接タンク内に注入して運搬（バラ積み・バルキー輸送）される。
構造上の特徴として、台枠の中間部が省略可能である点が挙げられる。台枠は鉄道車両にとって車体全体の基礎となる重要な部分であるが、タンク体を頑丈に作って強度を持たせて枕梁（台車取り付け部）の中間部を省略し、枕梁 - 端梁とタンク体を強固に連結する構造（フレームレス構造）としたタキ9900形が1962年（昭和37年）に登場した。
大容積のタンク体が使用可能となる本構造は、後年の改良によって拠点間輸送用のタキ43000形ガソリン専用タンク車に応用された。同形が使用開始されたのち、タンク車の転覆大破を原因とする国内外の重大事故の多発を受け、安全上の懸念からいったんは新製を禁じられたが、本構造の高い輸送効率と安全性とを両立する手法が確立したことから、1982年（昭和57年）にはタンク体の破損防止対策を講じることを条件として再び新製が可能となった。最近の新しいタンク車はこの構造によるものである。
さらにタンク内部には防波板と呼ばれる仕切りの板が入っており、制動時に中の液体の揺れを抑える働きをしている。この防波板はタンク内部が満タンであることを前提に設計されているため、タンク車を運用させる際は満タン、もしくは空荷で走らせるようになっている。

### 積荷による差異

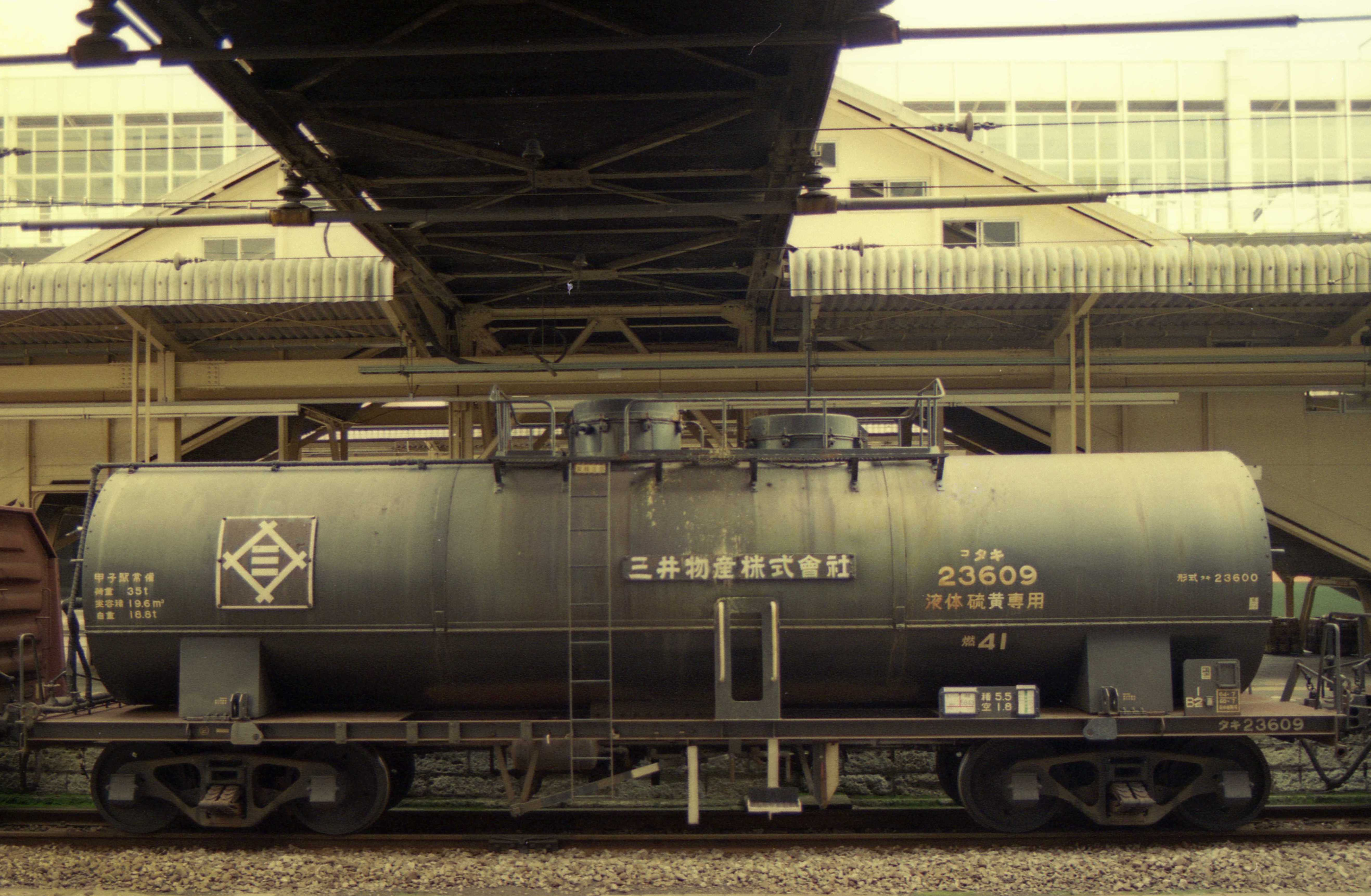
タキ23600形（液体硫黄専用）

積載装置と積荷が直接的に接触するため、比重・腐食性の有無など、積荷の物理的性質・化学的性質に応じて構造は異なる。このため、各車両には特定の品目だけを積載する「専用種別」が定められる。例えばタキ1000形は「ガソリン」専用車であり、タキ5450形は「液化塩素」の専用車である。「石油類」はひとつの専用種別として標記されるが、沸点の低い軽油・灯油を輸送する車種と、沸点の高い重油を輸送する車種では、荷卸装置や安全装置など細部の構造が異なる。
日常の運用では、タンク内を洗浄したうえで他の積荷の輸送に転用することもある（臨時専用種別）。例としては、ガソリン専用車を重油輸送車とする転用例が多数存在する（逆は不可）。
積荷の性質に応じた構造例と日本における車両形式の例を以下に示す。
一般液体
台枠上にタンク体を搭載し、上部マンホールから積荷を注入しタンク下部の取卸口から排出する。漏洩時の危険度が比較的小さい積荷に適用される、一般的な仕様である。
例：
- ガソリン（タキ9900形・タキ64000形・タキ1000形（JR貨物））
- 石油類（タキ44000形・タキ45000形）
- アルコール（タキ3500形・タキ7250形）

腐食性物質
強酸・強アルカリなど。タンク体を積荷と反応しない材質（ステンレスやアルミニウムなど）で製作したり、積荷の排出を空気圧による「上出し方式」とするなど、腐食・漏洩事故の防止対策がなされる。
例：
- 濃硫酸（タキ5750形・タキ46000形）
- 濃硝酸（タム100形・タキ7500形・タキ29100形）
- カセイソーダ液（タキ2600形・タキ7750形）

液化ガス
高圧低温下で液化したガスを輸送する車両は、タンク体を高圧に耐える圧力容器として設計し、取卸口は密閉度の高い構造になっている。タンク外部は温度上昇を防ぐために遮熱板（キセ・ジャケット）で覆われ、タンク体との間には断熱材を充填する。
例：
- 液化塩素（タム8500形・タキ5450形）
- LPガス　（タサ5700形・タキ25000形）
- 液化アンモニア（タキ4100形・タキ18600形）

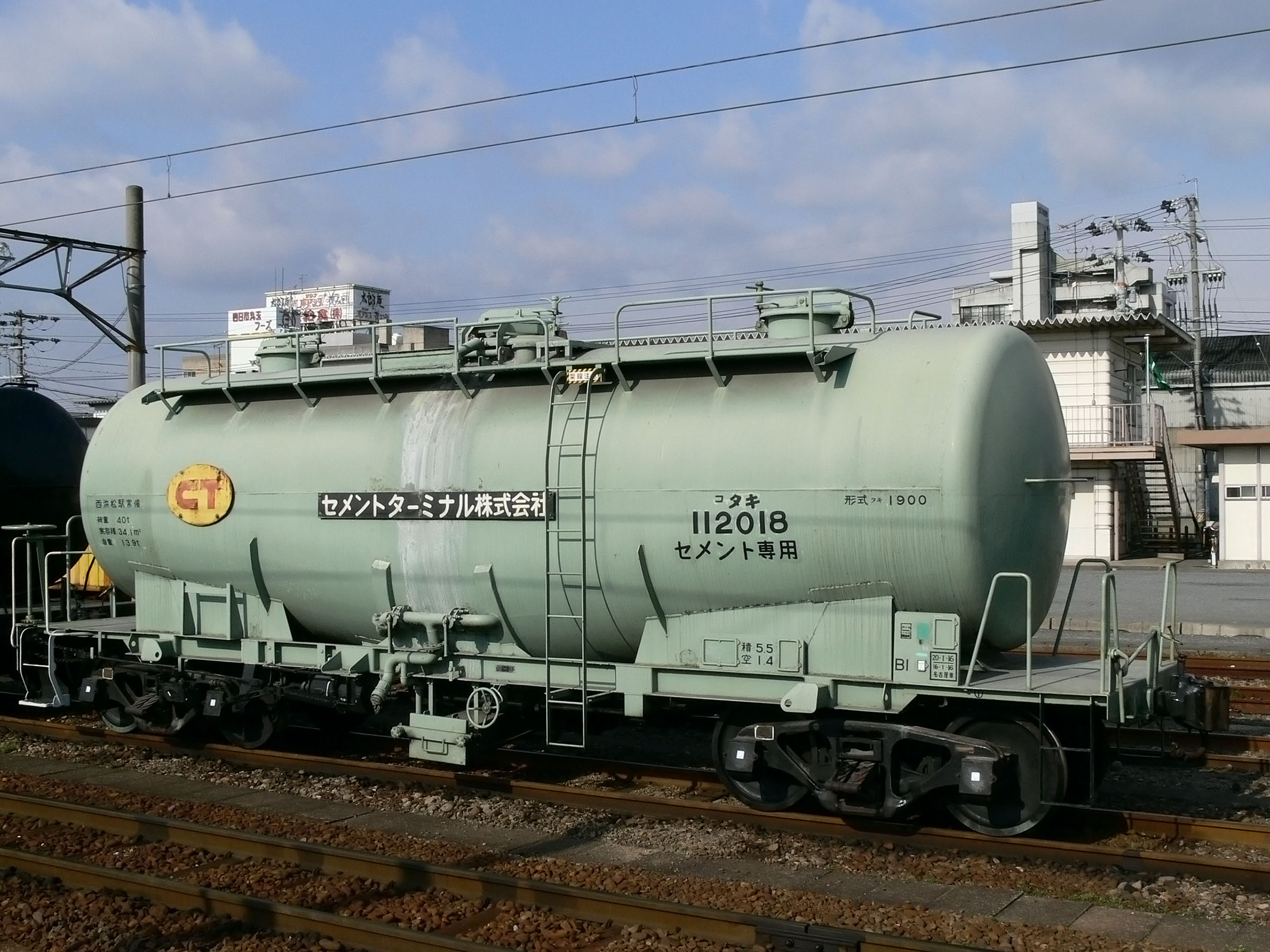
タキ1900形（セメント専用）

粉体
液体よりも流動性に劣るため、取卸方法に工夫がなされる。タンク下部から内部に空気を噴出させ、摩擦をなくして流し出すものや、上部積込口から直接真空吸引するものがある。
例：
- セメント（タキ7300形・タキ3800形・タキ1900形・タキ12200形）
- アルミナ（タキ2000形・タキ6400形）

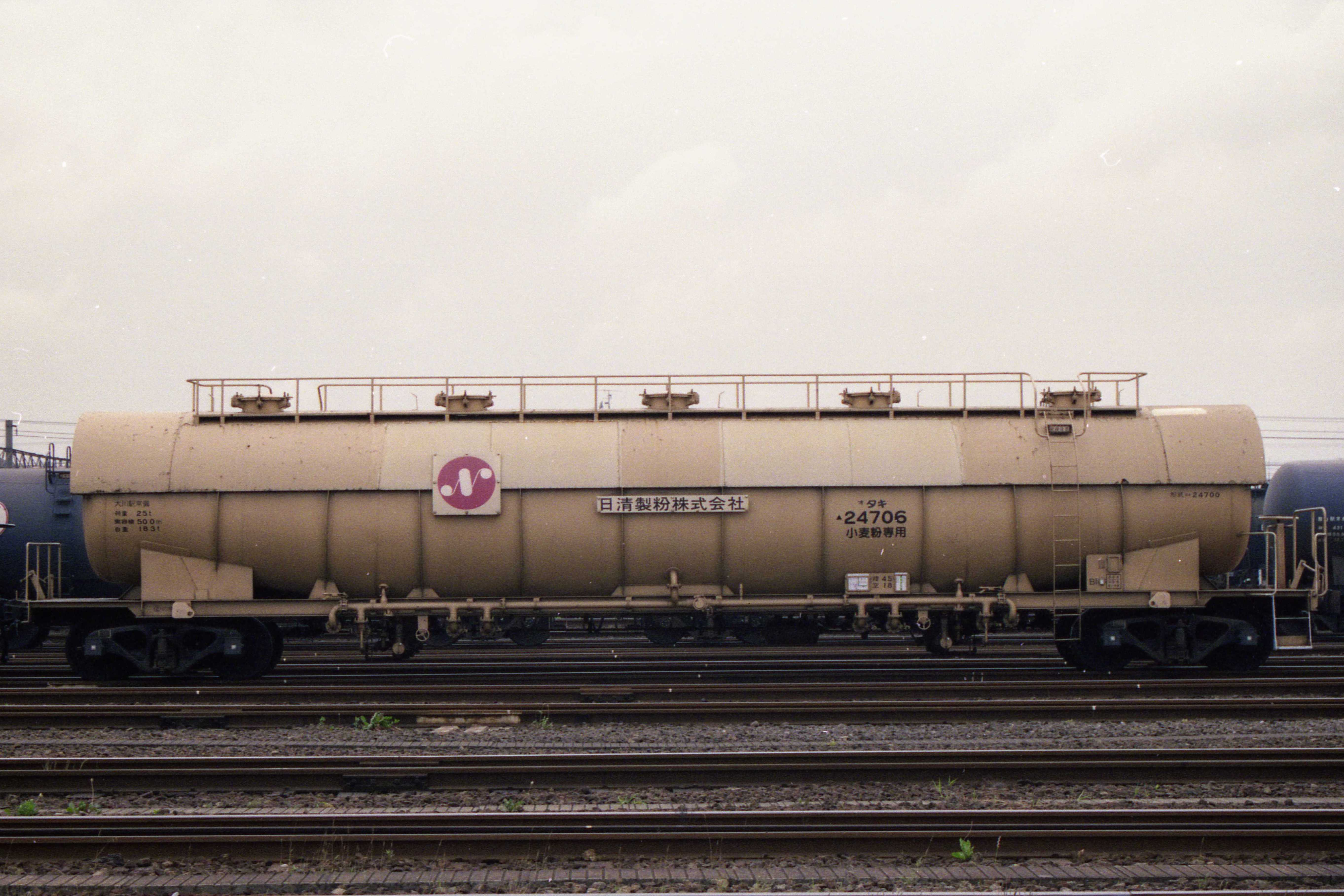
タキ24700形（小麦粉専用）

食品
積荷の変質を防ぐ対策がなされ、タンク体にステンレスなど反応しにくい材質を用いたものや、温度上昇を防ぐ遮熱板を設けたものがある。
例：
- 小麦粉（タキ24700形）
- 醤油（タキ24900形）
- 酒類（タキ13800形）

定温輸送品
融点の高い物質を輸送する車両は、積荷を液体の状態に保ったまま輸送するための構造を付加する。タンク体を二重構造とし、間隙にグラスウールやウレタンフォームなどの断熱材を充填する。
例：
- 液体硫黄（タキ23600形）
- アスファルト（タキ9200形・タキ11700形）
- カプロラクタム（タキ14800形・タキ17500形）

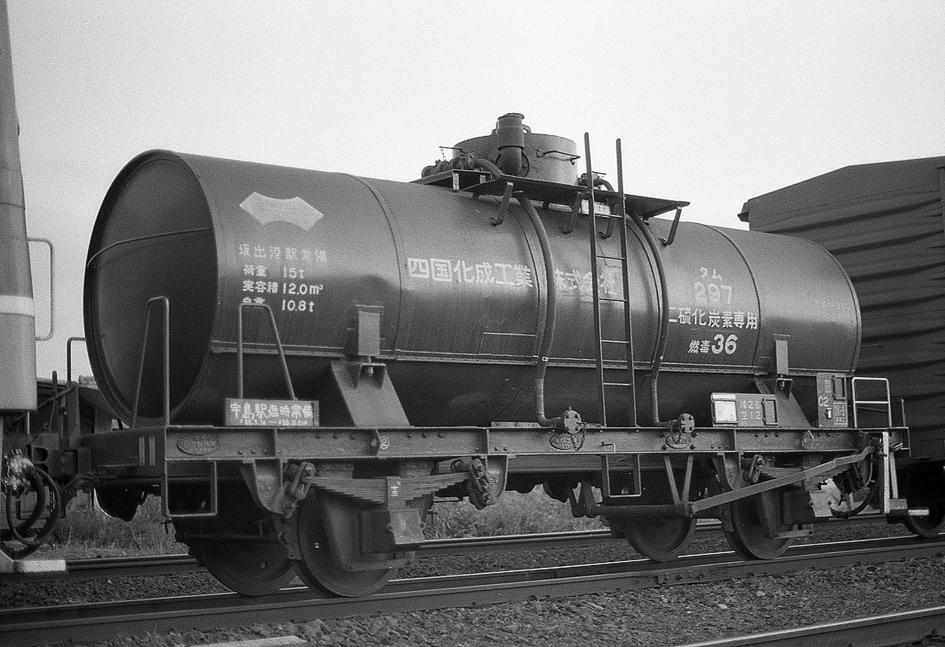
タム200形（二硫化炭素専用）

特殊品目
急激な反応を防ぐため水を張って空気を遮断するもの（二硫化炭素）、粉塵爆発防止のため温水を注入し半溶解状態で取り出すもの（塩素酸ソーダ）、高温で溶融させた積荷を積載後に冷却・凝固させ、取卸時に再度加温液化させるもの（金属ナトリウム）などがある。
例：
- 二硫化炭素（タム200形）
- 塩素酸ソーダ（タキ21300形）
- 金属ナトリウム（タキ17600形）

## 歴史・変遷

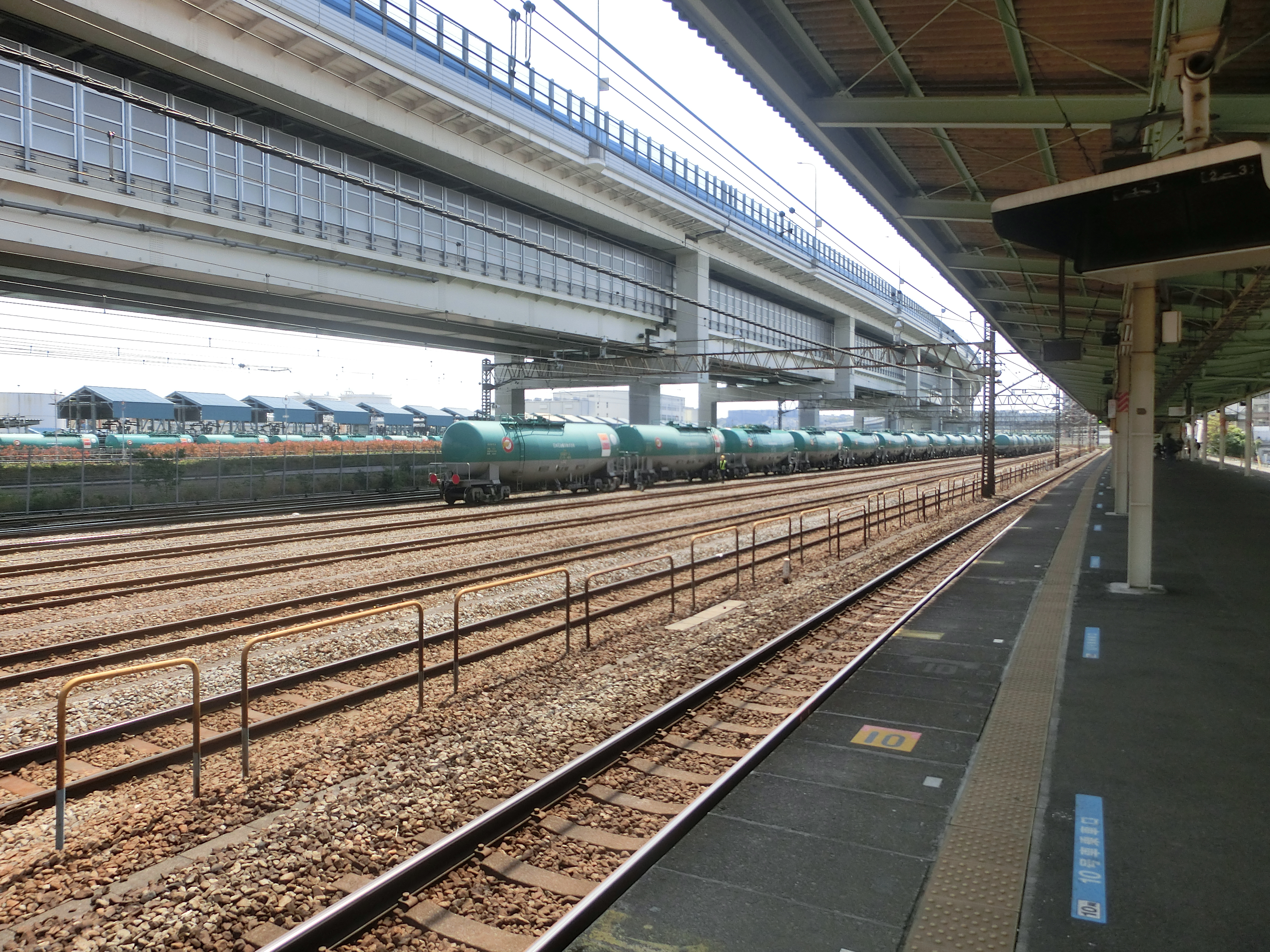
JR根岸線 根岸駅構内に留置されたタンク車群。構内の奥側には日本最大級の製油所であるENEOSの専用線と積場が見える。（2016年4月30日）

日本においては、サミュエル・サミュエル商会が自社石油製品輸送用として1893年（明治26年）に使用を開始した車両が始祖とされる。現在まで続く円筒形のタンク体を持つ車両は1900年（明治33年）から使用を開始した。当初は「油槽車」(ゆそうしゃ。記号はあぶらのア)と称し、現在の「タンク車」は1928年（昭和3年）の国鉄貨車の称号改正によるものであり、同年5月17日達第380号により公布された。
使用開始以降の経緯から、荷主自らが車両を所有し、鉄道事業体（国鉄など）に籍を置く「私有貨車」として現在まで発展してきた。台数的に多い石油類の場合、かつては石油元売が多く保有しており、各社のロゴ（社章）が大きく描かれていたが、1980年代以降はほとんどが日本オイルターミナルや日本石油輸送などの専門輸送会社に移管された。
近年はISO規格コンテナを積載可能なコンテナ車が多数製作され、主に小ロット輸送が主となる化成品輸送において、タンク車からタンクコンテナに移行する事例が多い。輸送時間短縮・積み替えの容易さを実現可能とするコンテナ輸送の利点に加え、従来から使用してきたタンク車自体の老朽化進行に伴う事業者の設備更新の一環である。
輸送規模の小さな拠点では、近隣の拠点への集約や輸送手段の転換（トラック・海運など）、輸送自体の廃止などもあり、タンク車の在籍数は専用種別を問わず漸次減少傾向にある。 JRに移行した直前の 1986年度末には総数で 12,302 両のタンク車が在籍したが、 2005年度末の在籍は総数で 4,719 両である。一方、中央本線などの並行する高速道路に長大トンネル（中央自動車道の恵那山トンネル及び笹子トンネルなど）を抱える路線ではタンクローリーの運行が禁止されている事情もあり、現在に至るまでタンク車による輸送の独壇場となっている。

### タンク車が関連した鉄道関係の事故
1960年代から1970年代だけでも、次のような危険物を積載したタンク車の事故が発生している。
- 1962年（昭和37年）2月25日 - 東海道本線鷲津駅構内でタンク車を含む貨物列車が脱線。タンクから濃硫酸が流出して浜名湖へ流入、養殖海苔約40万枚が全滅[2]。
- 1968年（昭和43年）8月8日 - 東海道本線沼津駅  蓋のゴムパッキンの不良が原因で濃硝酸が漏出[3]。
- 1970年（昭和45年）
  - 6月12日 - 山陽線小郡駅  タンクを受けている台部が腐食して二硫化炭素が漏出[3]。
  - 6月28日 - 根室線池田駅  タンクのパッキンの締め付け不足によって液化アンモニアが漏出[3]。
  - 9月18日 - 東北線一ノ関駅  弁の締め付け不足によって液化アンモニアが漏出[3]。
- 1972年（昭和47年）
  - 4月26日 - 東海道線新鶴見駅  タンクの蓋に小穴が空いて濃硝酸が漏出[3]。
  - 10月10日 - 中央線辰野駅  弁の締め付け不足によってLPガスが漏出[3]。
- 1973年（昭和48年）
  - 7月10日 - 山陰線江津駅  爆発により塩酸が飛散。18人が重軽傷[3]。
  - 7月13日 - 東北線松島駅  濃硝酸が漏出[4]。